# 老虎灶
老虎灶是上海近代歷史上一種販賣開水的店鋪，一般位於弄堂内，現今已絕跡。其中較大的老虎灶除了供應開水，還會開設茶館和浑堂（浴室），部分老虎灶提供送開水服務。除了上海以外，江蘇淮安也將賣開水的的地方稱為老虎灶，目前也已消失。
老虎灶的名稱來源有兩種說法，一種是來自於屋頂英文“roof”的諧音“老虎”，另一種是店鋪形狀類似老虎，所以得名老虎灶。
老虎灶源自19世纪20年代。由於當時煤球炉價格昂貴，一般居民無力承擔，無法在家燒水，於是老虎灶逐漸興起。閘北區境內的老虎灶則可追溯到清朝末年中華民國初年。中華人民共和國建國後，民營的老虎灶開始變更為集体所有制。1962年，老虎灶恢復私營狀態。1978年，老虎灶再次變為集体所有制。21世纪后，由於家用煤气灶和电炊具的普及，居民無須前往老虎灶購買開水，老虎灶的生意急劇減少。2013年10月，最後一家帶有茶館的老虎灶關門。